# Zuckerrohr (Heraldik)

Zuckerrohr als Prachtstück unter dem Wappenschild der Provinz Alajuela

Das Zuckerrohr ist in der Heraldik eine gemeine Figur. Auch ist diese Pflanze als Prachtstück in vielen Wappen zu finden.
Dargestellt wird diese Wappenfigur als Einzelpflanze, auch zwei oder drei sind möglich. Als kleines Pflanzenbündel mit den typischen breiten Blättern ist eine andere Darstellungsweise im Wappenschild oder außen an den Seiten begleitend. Bevorzugt wird die grüne Tinktur. Andere Farben sind möglich, aber dann wird Gold oder Silber gewählt. Oft wird der untere Halmteil in anderer Farbe und mit starker Sprossachse, dem Bambus ähnlich, dargestellt.
Ist eine Blüte am oberen Pflanzenteil der Pflanze, sollte es Erwähnung in der Wappenbeschreibung finden.
In vielen Wappen weist Zuckerrohr auf den Anbau und Handel hin. (Wappen Guyanas, Wappen Mosambiks, Wappen von Barbados, Wappen von Queensland, Wappen von Goiás usw.)
Eine Besonderheit ist das Zuckerrohrkreuz im Wappen von St. Lucias.

Drei Halme Zuckerrohr
Persönliches Wappen von Mayann Francis mit goldenem Zuckerrohr
Zuckerrohr begleitend zu den Schildseiten Santa Bárbara d’Oeste
Wappen von Mauritius mit je einer Pflanze an den Wappenseiten
Wappen von Saint Lucia